# Joseph Paganon
Joseph Paganon, född 19 mars 1880, död 2 november 1937, var en fransk politiker.
Paganon var ingenjör och radikalsocialist och blev 1924 deputerad. 1932 var han understatssekreterare för utrikes angelägenheter i Édouard Herriots regering och minister för offentliga arbeten i Édouard Daladier, Albert Sarraut och Camille Chautempss regeringar januari 1933 - februari 1934.